# Koningscompagnie

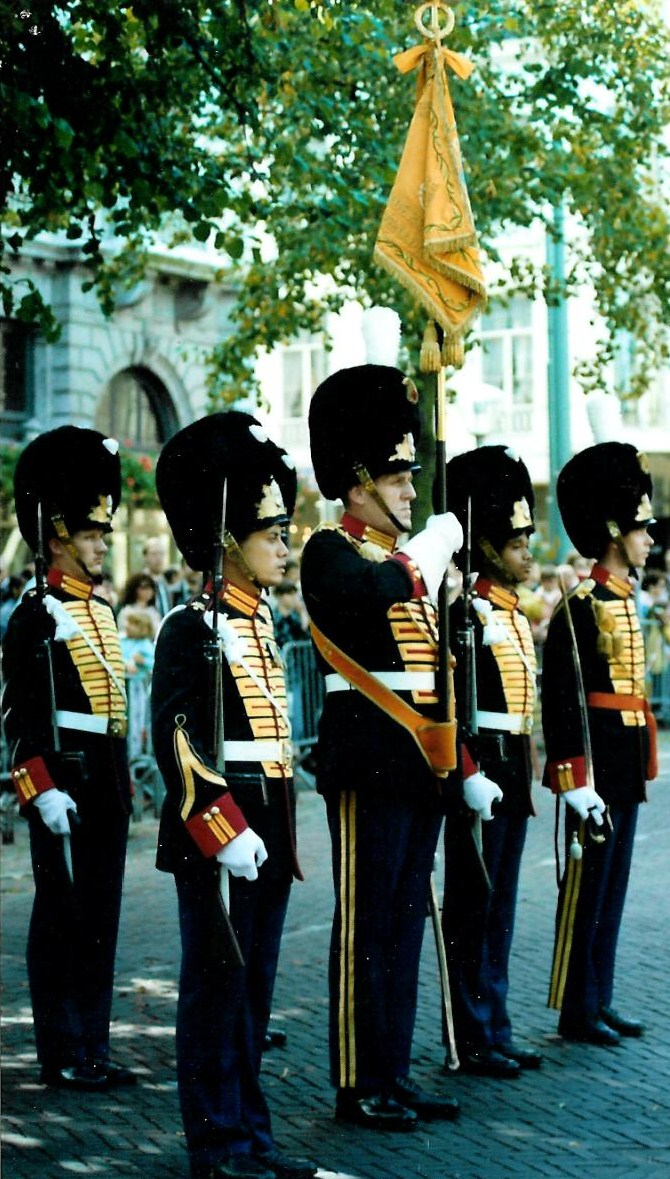
De Vaandelwacht van het Garde Regiment Grenadiers bij het intreden in het ere-escorte van koningin Beatrix tijdens Prinsjesdag 1992

De Koningscompagnie is de officieuze naam van de Alfa-compagnie van het 11e Infanteriebataljon Air Assault GGJ van de Nederlandse Koninklijke Landmacht.
Oorspronkelijk was de koningscompagnie de Ie compagnie van het op 7 juli 1829 opgerichte garderegiment Grenadiers en Jagers.
In de loop der eeuwen hebben verschillende leden van het Nederlandse Koninklijk Huis in deze eenheid gediend. De naam koningscompagnie kan op twee manieren worden verklaard; de compagnie werd oorspronkelijk opgericht om de Nederlandse koning en zijn familie te beschermen maar ook de diensttijd van de latere koning Willem III in deze compagnie wordt als verklaring gegeven voor de officieuze naam. Een derde verklaring is dat de gardisten dienden "onder het oog des Konings".

## Geschiedenis
Het was indertijd de wens van koning Willem I der Nederlanden dat zijn kleinzonen militairen in actieve dienst zouden zijn. De koning was geen erg begaafd militair, maar zijn broer Frederik en zijn twee zonen, Willem en Frederik waren dat wel. Het was in het huis Oranje en het huis Oranje-Nassau al eeuwenlang traditie dat de jonge vorsten in de krijgskunst werden geschoold. Een theoretische scholing voldeed hier niet. Als leerschool voor de zonen van de Nederlandse koningen kwamen de keurtroepen, de 1e compagnie van het garderegiment grenadiers en jagers werd als zodanig beschouwd, het eerste in aanmerking. Daarin werd de Pruisische militaire traditie gevolgd. Ook de Hohenzollern lieten hun zonen dienstdoen in hun Ie Garderegiment te voet.
In 1831 diende erfprins Willem van Oranje, de latere koning Willem III der Nederlanden bij de 1e compagnie van het 1e bataljon grenadiers van het garderegiment grenadiers en jagers. In datzelfde jaar diende zijn jongere broer prins Alexander der Nederlanden bij de 1e compagnie van het 2e bataljon grenadiers van hetzelfde regiment.
De beide Nederlandse prinsen waren officier en zij doorliepen alle diensten bij de afdeling grenadiers, ook die van compagniescommandant en bataljonscommandant. Prins Willem nam bij een oefening het commando over de afdeling waar.
In 1849 werd prins Willem ingehuldigd als derde koning der Nederlanden. De officieuze benaming "Koningscompagnie" voor de 1e compagnie van het 1e bataljon Grenadiers stamt waarschijnlijk uit datzelfde jaar. Het was immers in deze compagnie dat koning Willem III zijn militaire opleiding kreeg en dit was de compagnie waarover hij als prins enige tijd het commando voerde. Ook zijn zoon prins Willem, de prins van Oranje diende in 1853 in de "Koningscompagnie".

## De huidige A/Koningscompagnie
De structuur van het Nederlandse leger is in de loop van de 20e en 21e eeuw sterk gewijzigd. Het 2e bataljon Grenadiers bestaat als zodanig niet meer, maar de traditie van dat bataljon wordt door de huidige A/Koningscompagnie van 11 Infanteriebataljon Airassault GGJ voortgezet.
Tijdens ceremoniële bijeenkomsten en parades wordt het vaandel van het 2e bataljon Grenadiers door die A/Koningscompagnie meegevoerd. Behalve het vaandel en een vaandeldecoratie is er ook het Alexander fanion. Dit fanion werd vernoemd naar prins Alexander der Nederlanden, de jong gestorven broer van koning Willem III.
Op de gevoegde foto van de vaandelwacht bestaat deze
alleen uit Grenadiers, omdat Grenadiers en Jagers destijds nog zelfstandige Infbats waren met elk een eigen vaandel (11 Infbat en 12 Infbat) Op 11 april 1995 werden beide bataljons, na de vaandeluitreiking door H.M Koningin Beatrix op de Oranje kazerne in Schaarsbergen, weer samengevoegd en vormden vanaf toen het 11e Infanteriebataljon GGJ Airassault.
In het embleem van de A/Koningscompagnie is een gestileerde leeuw, de "koning der dieren" afgebeeld. De twee andere companiën van het 2e bataljon Grenadiers zijn naar dieren genoemd. Dat zijn de Bravo of "Stier"-compagnie en de Charly of "Tijger"-compagnie.
In het ingewikkeld samengestelde embleem dat de soldaten van de A/Koningscompagnie dragen is een exploderende granaat tussen twee leeuwenpoten onder een helikopter afgebeeld. De Grenadiers hebben vanouds granaten als embleem gebruikt. De koningskroon boven de helikopter duidt op de band met het vorstenhuis. De helikopter laat zien dat de A/Koningscompagnie tegenwoordig een luchtmobiele eenheid is en de para-wing (twee vleugels achter de helikopter) laat zien dat de A/Koningscompagnie ook als airborne eenheid inzetbaar is.
Wanneer Z.M.Koning Willem-Alexander op de 3e Dinsdag van september de zitting van de Staten-Generaal opent, escorteert de A/Koningscompagnie zijn rijtuig/voertuig van -en naar de Ridderzaal 
Toen Z.M Koning Willem-Alexander der Nederlanden in 2014 een vaandelgroet afnam werd hij geëscorteerd door de A/Koningscompagnie.
De ceremoniële taken zijn voor het bataljon niet hun voornaamste opdracht. Zij zijn in de eerste plaats een parachutisteneenheid. Dit betekent dat de eenheid, buiten de reguliere aanvalstaken ook ingezet kan worden als para-eenheid en vanuit vliegtuigen boven het operatiegebied kan worden afgeworpen.
Het 11e Infanteriebataljon van de 11e Luchtmobiele Brigade is gelegerd is op de Oranjekazerne in Schaarsbergen. Het bataljon bestaat uit de A/ koningscompagnie (Grenadiers), twee Jager-compagnieën een stafcompagnie en een antitankcompagnie (Grenadiers en Jagers). De Grenadiers van het 1e bataljon en de en Jagers van de 2e en 3e bataljon werden ook in de late 20e en vroege 21e eeuw vaak gezamenlijk ingezet. Dat gebeurde in 2005 tijdens de vredesmissie in Irak.
De Nederlandse A/Koningscompagnie maakte deel uit van het bataljon dat als eerste het vliegveld bij de stad Tuzla in Bosnië-Herzegovina beveiligde. Zo konden de troepen van de VN-vredesmissie in voormalig Joegoslavië hun operatiegebied door de lucht bereiken. De A/Koningscompagnie was de eerste Nederlandse compagnie die werd ingezet op de demarcatielijn op Cyprus. In Macedonië hadden de Nederlandse Grenadiers de taak om als eerste Nederlandse eenheid een luchtmobiele inzet te voltooien en in Afghanistan was de compagnie als eerste compagnie de reserve eenheid die door de commandant van Regional Command South in geheel Zuid-Afghanistan operationeel werd ingezet. In 2008 keerde de A/Koningscompagnie terug naar Afghanistan. Nu was hun opdracht om als gemotoriseerde eenheid het gebied rond Deh Rawod te veroveren en daarna bezert te houden. In Irak heeft de A/ Koningscompagnie de Nederlandse basis aan het einde van de missie ontruimd. Veel Grenadiers werden tijdens de opeenvolgende vredesmissies ook individueel of in kleine groepsverbanden meegezonden. Zij ondersteunden dan de andere eenheden van het Nederlandse leger. In 2003 kregen twee pelotons van de A/ Koningscompagnie de opdracht om hun kameraden van de Bravo-stiercompagnie tijdens de eerste fase van ISAF 6 in Afghanistan te versterken.
De A/Koningscompagnie heeft bijgedragen aan het militaire vertoon bij de staatsbegrafenissen van leden van het Nederlandse koningshuis waaronder die van prins Claus der Nederlanden en prinses Juliana der Nederlanden.
De traditie wil dat Grenadiers lang zijn. Zij stonden met hun handgranaten voor in de gelederen of zelfs vóór de gelederen en gooiden de granaten soms wel 50 meter ver. Op het hoofd droegen zij een hoge en sterke beremuts. Die beschermde het hoofd van de Grenadier tegen sabelhouwen door ruiters.

## Het vaandel
Het oranje vaandel van het garderegiment grenadiers en jagers is met goud geborduurd en draagt de opschriften "Tiendaagse Veldtocht 1831", "Ypenburg 1940" en "Ockenburgh 1940". Deze "battle honours" houden de herinnering levend aan de gevechtsacties die de grenadiers en jagers indertijd gevoerd hebben. Duitse parachutisten probeerden in mei 1940 om na op de militaire vliegvelden van Ypenburg en Ockenburgh te zijn geland de Nederlandse regering gevangen te nemen. Deze poging werd na zware strijd verijdeld.
Aan het vaandel is een vaandeldecoratie gehangen. Dat is het Metalen Kruis van koning Willem II dat aan een cravatte aan de stang is geknoopt. De koning droeg het Metalen Kruis ter herinnering aan de Tiendaagse Veldtocht tegen de muitende Belgen waarin ook de grenadiers en jagers hebben gestreden.

## Het Alexander fanion
Dit fanion, een "fanion" is een kleine standaard, is vernoemd naar de op 29-jarige leeftijd op Madeira gestorven broer van koning Willem III. De kleine vlag werd in 1849 geschonken door koning Willem III. Het fanion is het zichtbare teken van de nauwe banden die de compagnie heeft met het Nederlandse koningshuis. Op het fanion staat in zilverdraad de tekst "Prins Alexander der Nederlanden" geborduurd. Het fanion is niet opgeslagen in het Historisch Museum Grenadiers en Jagers, maar het wordt bewaard door de compagniescommandant op zijn werkplek bewaard.